# エドワード・ヒース
サー・エドワード・リチャード・ジョージ・ヒース（Sir Edward Richard George Heath, KG, MBE, PC、1916年7月9日 - 2005年7月17日）は、イギリスの政治家、庶民院議員（在職期間、1950年から2001年）、首相（在任期間、1970年から1974年）、保守党党首（在任期間、1965年から1975年）、指揮者。

## 生涯

### 生い立ち
1916年7月9日、大工の息子として生まれる。オックスフォード大学に進学し、オックスフォード・ユニオンという弁論部の会長となる。これは、多くの政治家を輩出した名門弁論部であった。

### 軍歴
卒業後、ヒッチハイクで北欧・東欧を旅行するが、直後に第二次世界大戦が勃発した。志願してイギリス陸軍に入隊、中佐まで昇進した。戦後、人事院、民間航空省、「チャーチ・タイムズ」編集長、銀行などの職を経験した。

### 政治家
1950年の総選挙でベスクレーから保守党候補として立候補し、当選を果たす。その後は主に党務に専念し、チャーチルら党首の覚えもよかったが、スエズ危機への対応を巡って分裂した党内をまとめ上げたことで頭角を現した。
マクミラン政権で労働大臣、外務政務次官、国璽尚書兼副外相を歴任する。欧州経済共同体 (EEC) 加盟交渉にも責任者として関わり、結果的にフランスのシャルル・ド・ゴールの反対でイギリスのEEC加盟は失敗に終わったものの、高い交渉力が閣僚や野党労働党からも高評価を得た。この時期、ヒースは「ミスター・ヨーロッパ」のあだ名で呼ばれた。
1964年の総選挙で、ダグラス＝ヒューム率いる保守党が敗れると、党首の辞任後、保守党史上初の下院議員による党首選挙が行われた。ヒースはこれに出馬し、モードリング元蔵相、パウエル元保健相を下して保守党の党首となった。先述のEEC加盟交渉時における評価と、労働党党首のハロルド・ウィルソンへの対抗上、非上流階級出身という点もプラスに作用した。

### 首相就任

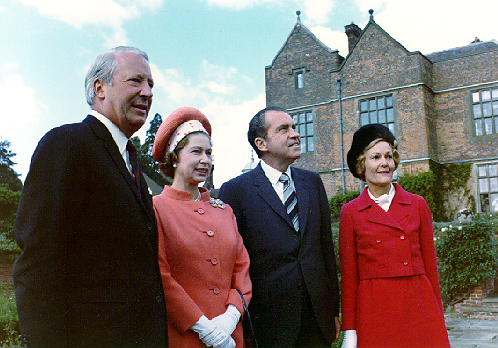
エリザベス2世女王とアメリカのリチャード・ニクソン大統領夫妻とともに（1970年）

1970年の総選挙では、大方の予想が保守党不利と見られており、ヒース自身も自分の選挙区で落選の可能性が囁かれていた。しかし、結果は予想に反しての保守党勝利に終わり、ヒースは首相に就任する。
就任後は、文化大革命最中の中華人民共和国を訪問して毛沢東との会談を実現し、文化大革命中に同国が支援する暴動に襲われた植民地の香港の保全に努めた。また、長年の懸案であった欧州共同体 (EC) への加入も1973年に果たした。
その一方で、北アイルランド問題への対処では事態の改善を見ることなく、1971年に導入された治安当局による一斉拘留（インターンメント）や、1972年1月30日にデリー（ロンドンデリー）で発生した「血の日曜日事件」など、「イギリスによるアイルランドへの暴力的抑圧」を背景に過激化した。
さらに、労働党支持者がその大半を占める炭鉱労働者のストライキが追い討ちをかける格好で、1974年2月の総選挙に敗北し、退陣を余儀なくされた。

### 退任後
1950年の初当選から2001年に引退するまで、50年以上の間庶民院議員一筋で活躍し、1992年にガーター勲章とナイト位を与えられた。1998年、勲一等旭日大綬章受章。誕生日8日後の2005年7月17日、89歳で死去した。
遺体は7月25日に火葬され、遺灰はソールズベリー大聖堂に埋葬された。11月8日にはウエストミンスター寺院にて追悼式が行われた。

## 人物
上流階級出身者が多い保守党においては、労働者階級出身のヒースは異色の存在である。党首として活躍した期間は、ハロルド・マクミランのような従来のイギリス社会を代表する上流階級出身のエリートによる寡頭支配から、ヒース自身、そしてマーガレット・サッチャーから始まった大衆層出身の知的エリートによる党支配による推移を象徴するものであった。
終生独身であり、女性に強い関心を示さなかったことから、同性愛者だったのではないかとの噂も根強いが、決定的な根拠はない。
ビートルズの「タックスマン」の歌詞に出てくる人物としても有名である。

### ロッキード事件との関連
1972年9月16日から9月19日の日程で来日。滞在中昭和天皇との会談や日光旅行などのほか、田中角栄首相との二度にわたる日英首脳会談が行われた。この時田中首相（4年後にロッキード事件で逮捕された）に対し、イギリスのロールス・ロイス社製ジェットエンジンを搭載したロッキード L-1011 トライスター機の購入を強力に働きかけていたことが、2006年に公開されたイギリス政府の機密文書で明らかになった。

### 指揮者としての活動
若い頃オルガン奏者としての教育を受けていたヒースは、首相在任中にロンドン交響楽団を指揮するなど徐々に指揮者としての活動を開始した。1985年に政界を引退すると、ロンドン交響楽団の理事長兼名誉指揮者に就任した。1986年11月3日にはサントリーホールのオープンを記念して行われたコンサートで早稲田大学交響楽団、チェロ奏者のオットマール・ボルヴィツキーと共演。ワーグナーの『ニュルンベルクのマイスタージンガー』前奏曲、ハイドンのチェロ協奏曲第2番、ドヴォルザークの交響曲第9番『新世界より』を指揮した。
1971年11月25日にロンドン交響楽団のガラコンサートで指揮したエルガーの序曲『コケイン』は、ライヴ録音が残されている（東芝EMI TOCE-13325）。

## 著書（日本語訳）
- 『音楽 人生の喜び』別宮貞徳訳、日貿出版社, 1980.4